# Wolfenstein (série)
Wolfenstein é uma série de jogos eletrônicos de tiro em primeira pessoa e de fantasia baseados na Segunda Guerra Mundial, desenvolvidos inicialmente por Muse Software e seguidos por id Software.

## Jogos originais da Muse
Castle Wolfenstein é uma aventura em 2D editada em 1981 para Apple II, escrito por Silas Warner. É um jogo sobre evitar ser detectado e sobreviver com poucos recursos enquanto se tenta escapar de um forte Nazi. A sequência, Beyond Castle Wolfenstein, foi lançada em 1984.

## Re-Imaginação em 3D
Wolfenstein 3D (1992), é uma re-imaginação do cenário de Castle Wolfenstein numa perspectiva de primeira pessoa com ênfase no combate directo. Stealth e opções não-violentas não estão presentes. Silas Warner, o designer dos jogos originais para Apple II, não esteve envolvido na produção.
Wolfenstein 3D foi importante por ter popularizado o género de tiro na primeira pessoa e inventando muitos dos tropos que se tornaram padrão no género.

## Jogos
| Ano  | Título                           | Desenvolvedora              | Publicadora        | Plataformas originais                                                      |                                |
| ---- | -------------------------------- | --------------------------- | ------------------ | -------------------------------------------------------------------------- | ------------------------------ |
| 1981 | Castle Wolfenstein               | Muse Software               | Muse Software      | Apple II, MS-DOS, Commodore 64                                             | Apple II, MS-DOS, Commodore 64 |
| 1984 | Beyond Castle Wolfenstein        | Muse Software               | Muse Software      | Apple II, MS-DOS, Commodore 64                                             | Apple II, MS-DOS, Commodore 64 |
| 1992 | Wolfenstein 3D                   | id Software                 | Apogee Software    | MS-DOS                                                                     |                                |
| 2001 | Return to Castle Wolfenstein     | Gray Matter Interactive     | Activision         | Microsoft Windows                                                          |                                |
| 2003 | Wolfenstein: Enemy Territory     | Splash Damage               | Activision         | Microsoft Windows, Classic Mac OS                                          |                                |
| 2009 | Wolfenstein                      | Raven Software              | Activision         | Microsoft Windows, PlayStation 3, Xbox 360                                 |                                |
| 2014 | Wolfenstein: The New Order       | MachineGames                | Bethesda Softworks | Microsoft Windows, PlayStation 3, PlayStation 4, Xbox 360, Xbox One        |                                |
| 2015 | Wolfenstein: The Old Blood       | MachineGames                | Bethesda Softworks | Microsoft Windows, PlayStation 4, Xbox One                                 |                                |
| 2017 | Wolfenstein II: The New Colossus | MachineGames                | Bethesda Softworks | Microsoft Windows, PlayStation 4, Xbox One                                 |                                |
| 2019 | Wolfenstein: Youngblood          | MachineGames Arkane Studios | Bethesda Softworks | Google Stadia, Microsoft Windows, Nintendo Switch, PlayStation 4, Xbox One |                                |
| 2019 | Wolfenstein: Cyberpilot          | MachineGames Arkane Studios | Bethesda Softworks | HTC Vive, PlayStation VR                                                   |                                |